# Sint-Catharinakerk (Antwerpen)

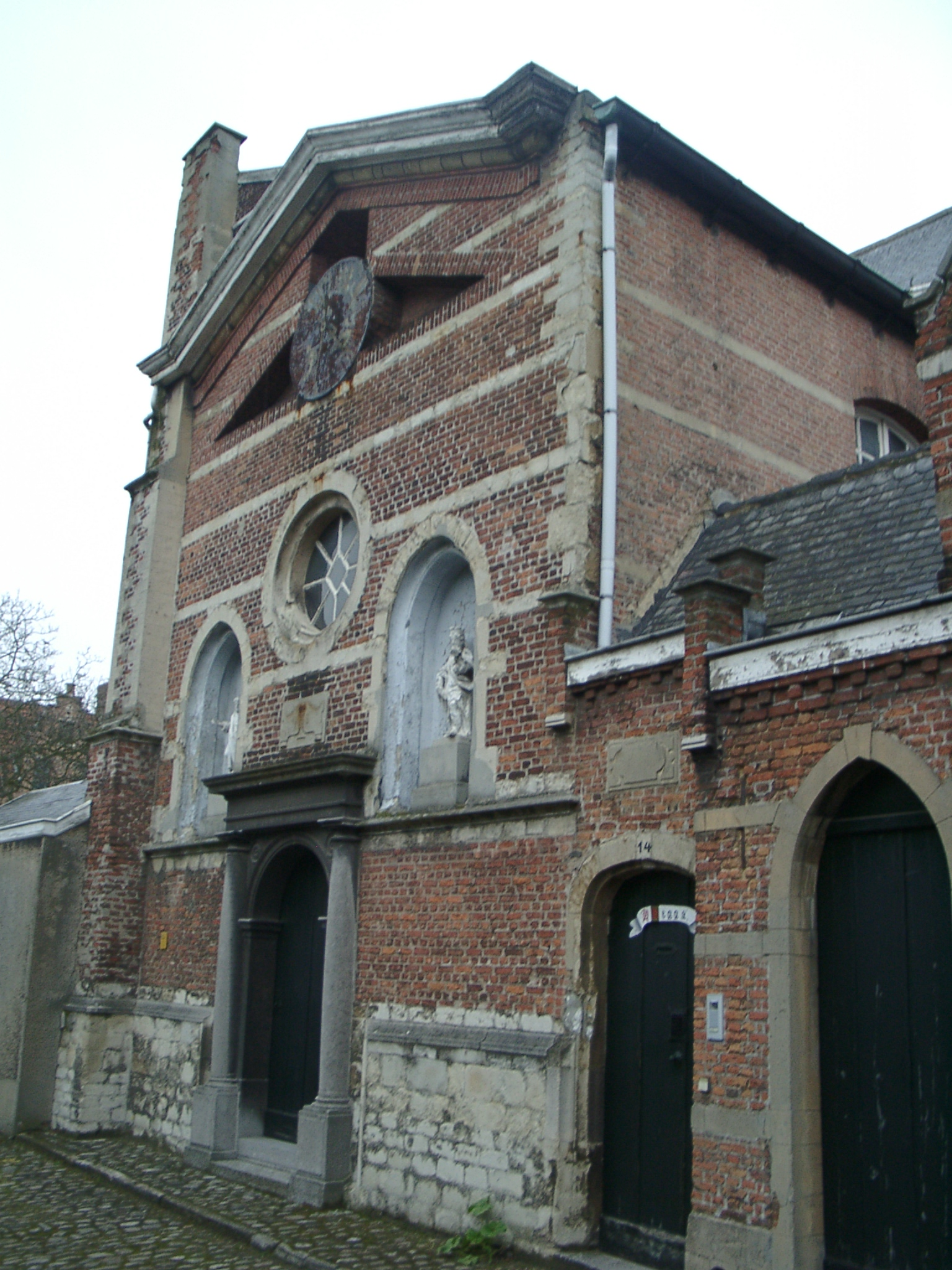
Zijportaal van de Begijnhofkerk

De Sint-Catharinakerk is de begijnhofkerk van het Begijnhof Antwerpen, gelegen aan Rodestraat 39.

## Geschiedenis
In 1617-1619 werd een kerkje gebouwd voor het Begijnhof. De belangrijkste schilderijen werden in 1794 uit de kerk geroofd door het Franse bewind en in 1798 werd de kerk openbaar verkocht om in 1799, op het koor na, gesloopt te worden.
De begijnen kwamen terug in 1821 en in 1827 werd de herbouw van de kerk begonnen. In 1830 werd de kerk opnieuw ingewijd. Tijdens de jaren '80 van de 19e eeuw kreeg de kerk nieuw meubilair.

## Gebouw
Het huidige kruiskerkje van 1827-1830 werd ontworpen door Pierre Bourla en heeft neogotische stijlkernmerken. Het koor is in laatgotische stijl. Het zijportaal, aan de gevel van het transept, is in neoclassicistische stijl.

## Interieur
De kerk bevat een aantal schilderijen, zoals: De bespotting van Christus, toegeschreven aan Adam van Noort (17e eeuw); een Christus in de Hof Van Olijven, toegeschreven aan Abraham van Diepenbeeck (17e eeuw); Tenhemelopneming van Maria, toegeschreven aan Jan Baptist De Vos; Kruisafneming, door Jacob Jordaens. De beelden en het kerkmeubilair zijn grotendeels vervaardigd eind 19e eeuw. 
De kerk heeft ook een aantal glas-in-loodramen daterend 1880-1881: reeks van zes ramen met telkens drie heiligenfiguren in koor en schip, door Leopold Pluys, naar kartons van Edward Dujardin.